# Шуицкая Дубня

Шуицкая Дубня — река в России, протекает в Киришском районе Ленинградской области. Устье реки находится в 33 км по правому берегу реки Пчёвжа. Длина реки составляет 6 км, площадь водосборного бассейна 60,7 км². 
В 1 км от устья, по левому берегу реки впадает река Дубня.

## Данные водного реестра
По данным государственного водного реестра России относится к Балтийскому бассейновому округу, водохозяйственный участок реки — Волхов, речной подбассейн реки — Волхов. Относится к речному бассейну реки Нева (включая бассейны рек Онежского и Ладожского озера).
По данным геоинформационной системы водохозяйственного районирования территории РФ, подготовленной Федеральным агентством водных ресурсов:
- Код водного объекта в государственном водном реестре — 01040200612102000019162
- Код по гидрологической изученности (ГИ) — 102001916
- Код бассейна — 01.04.02.006
- Номер тома по ГИ — 2
- Выпуск по ГИ — 0